# Bromide
Bromide (từng đọc là bromide, bắt nguồn từ từ tiếng Pháp bromure /bʁɔmyʁ/), là hợp chất hóa học chứa ion hoặc phối tử bromide. Nó là một nguyên tử brom với điện tích ion −1 (Br−); ví dụ trong kali bromide cation kali (K+) có lực hút với anion bromide (Br−) để tạo thành hợp chất ion trung hòa KBr. Từ "bromide" cũng có thể nói đến một nguyên tử brom với số oxy hóa −1 trong các hợp chất kiên kết cộng hóa trị như sulfur dibromide (SBr2).

## Tồn tại trong tự nhiên
Bromide có mặt trong nước biển (35 PSU) với nồng độ khoảng 65 mg/L, chiếm khoảng 0.2% của tất cả các muối hòa tan. Hải sản và thực vật đáy biển sâu nói chung có hàm lượng bromide cao, trong khi thực phẩm có nguồn gốc từ đất có hàm lượng biến đổi khác nhau.

## Hóa học
Người ta có thể kiểm tra sự tồn tại của ion bromide bằng cách thêm vào dung dịch pha loãng HNO3 tiếp theo là dung dịch pha loãng AgNO3. Sự hình thành chất kết tủa bạc bromide khẳng định sự tồn tại của ion bromide.

## Ứng dụng y học
Các hợp chất bromide, đặc biệt là kali bromide, thường được sử dụng làm thuốc an thần vào đầu thế kỷ 19 và đầu thế kỷ 20. Việc sử dụng chúng trong các thuốc an thần và thuốc chữa đau đầu (như Bromo-Seltzer) ở Hoa Kỳ kéo dài đến năm 1975, khi bromide bị ngừng làm nguyên liệu do độc tính mãn tính.
Việc sử dụng này đã cho từ "bromide" một nghĩa đen đồng nghĩa một sự sáo rỗng nhàm chán, một chút thông thái thông thường bị lạm dụng như một cụm từ dịu dàng, hoặc thuốc an thần bằng ngôn ngữ.
Các ion bromide là thuốc chống động kinh, và muối bromide vẫn được sử dụng với mục đích như vậy, đặc biệt là trong thuốc thú y. Ion bromide được bài tiết qua thận. Thời gian bán rã của bromide trong cơ thể người (12 ngày) khá dài so với nhiều loại dược phẩm, làm cho đơn thuốc khó điều chỉnh (một liều mới có thể cần đến vài tháng để đạt đến cân bằng). Nồng độ ion bromide trong dịch não tủy chiếm khoảng 30% nồng độ trong máu, và chịu ảnh hưởng mạnh mẽ bởi sự hấp thụ chloride và sự trao đổi chất của cơ thể.
Vì bromide vẫn được sử dụng trong ngành thú y (đặc biệt là để điều trị chứng động kinh ở chó) ở Hoa Kỳ, các phòng thí nghiệm chẩn đoán thú y có thể thường xuyên đánh giá mức độ bromide trong máu. Tuy nhiên, đây không phải là thử nghiệm thông thường trong y học ở người tại Hoa Kỳ, vì không có giấy phép sử dụng bromide được FDA chấp thuận và (như đã lưu ý) thuốc an thần không bán theo đơn. Mức bromide dùng điều trị được đo lường ở các nước châu Âu như Đức, nơi bromide vẫn được sử dụng điều trị chứng động kinh ở người.
Độc tính mãn tính từ bromide có thể dẫn đến chứng huyết khối, một hội chứng có nhiều triệu chứng thần kinh. Độc tính của bromide cũng có thể gây ra một loại bệnh sùi ở da.